# Kakou (Cameroun)
Pour les articles homonymes, voir Kakou (homonymie).
Kakou est un village du Cameroun situé dans le département de la Bénoué et la région du Nord, à proximité de la frontière avec le Tchad. Il fait partie de la commune et du lamidat de Bibemi.

## Population
Lors du recensement de 2005, la localité comptait 2 234 habitants, principalement des Mambay. On y parle le mambay[réf. incomplète].

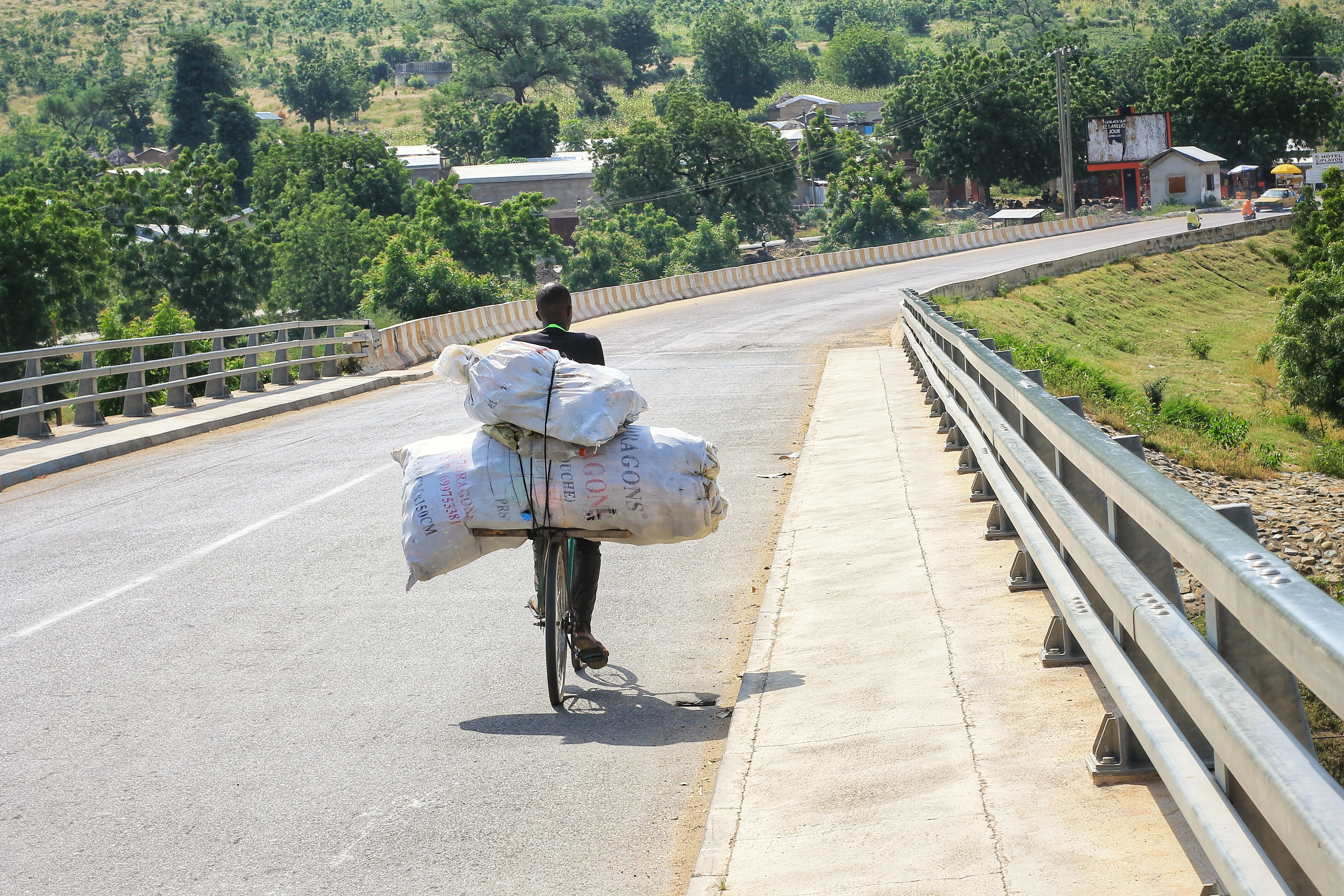
Traversée du pont à bicyclette
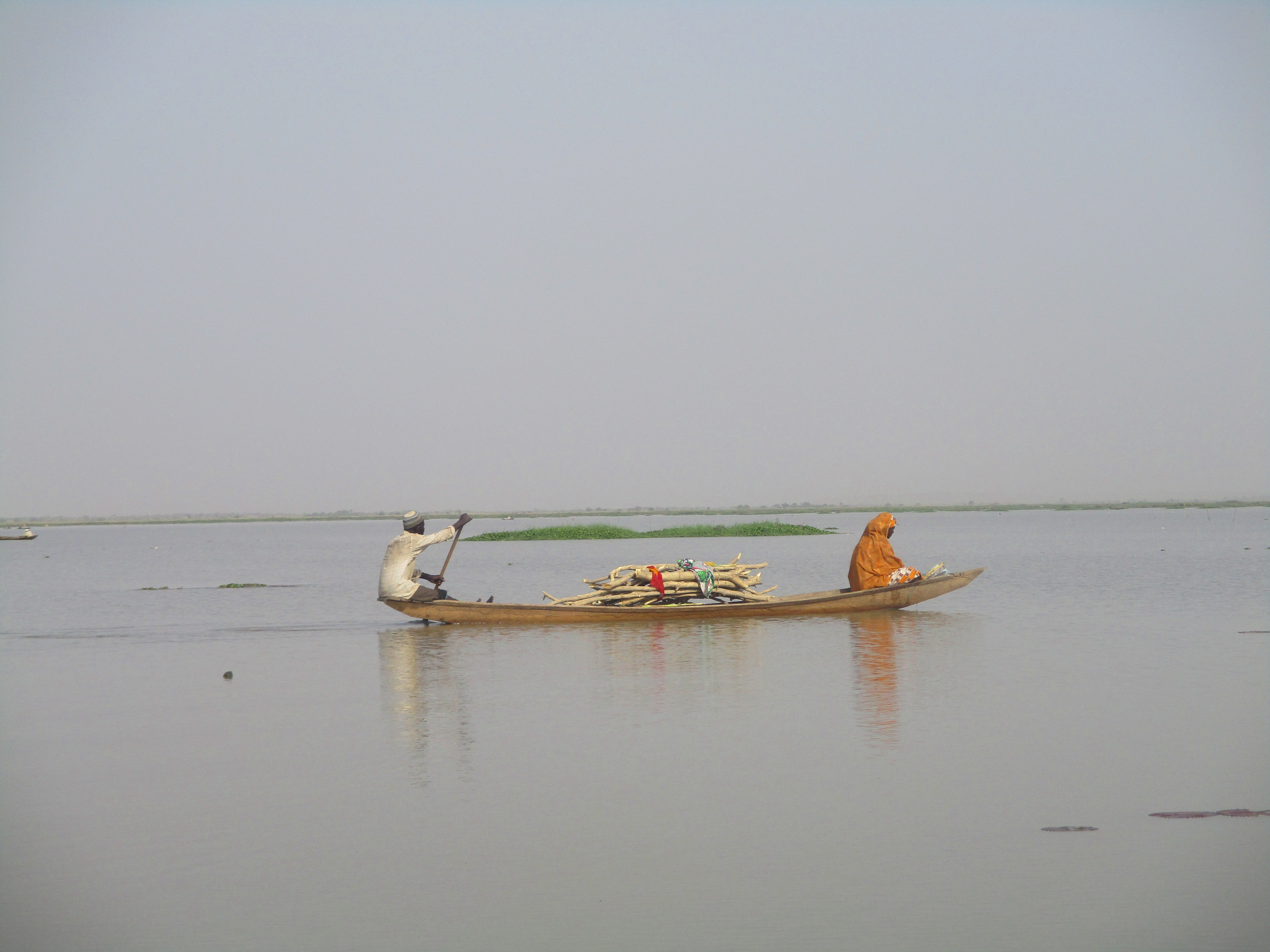
Des Pêcheurs sur le lac Kakou

## Ressources
Poissonneux, le lac de Kakou constitue aussi une attraction touristique.